# La Voix du Paysan
La Voix Du Paysan (LVDP), le « journal de l'entrepreneur rural », est un mensuel camerounais fondé en 1988 par l'ONG SAILD (Services d'appui aux initiatives locales de développement). 
Son directeur de publication est Bernard Njonga. 
Son siège se trouve à Yaoundé.

## Ligne éditoriale
Apolitique, non confessionnel et non tribal, il propose une ligne éditoriale axée sur l'information, la formation et le débat sur le monde rural.

## Diffusion
Le Cameroun étant un pays officiellement bilingue, il est également publié en anglais sous le titre The Farmers' Voice (TFV).
La Voix du Paysan est tirée à 30 000 exemplaires. Selon un sondage de 2015, un journal est lu en moyenne par 6 personnes. On compte 12 000 abonnés dans les pays suivants : Cameroun, Gabon, Congo, Bénin, Côte d’Ivoire, France,Belgique, Allemagne, Canada, États-Unis.

## Distinctions
Il a été élu :
- « Journal de l'année 1996 par le Comité de l'excellence africaine
- « Meilleur journal de l’année 1999 par l'Association des journalistes de la presse écrite du Cameroun
- « Meilleur journal de développement durable par le Forum des Amis de la nature
- « Journal de la fin du 20e siècle par le Comité de l'excellence africaine.